# Ipoventilazione alveolare primitiva
L'ipoventilazione alveolare primitiva, o sindrome da ipoventilazione centrale congenita (Congenital Central Hypoventilation Syndrome-CCHS), o maledizione di Ondina, è un disturbo raro del sonno, rientrante nella categoria delle ipoventilazioni alveolari centrali, in cui il controllo vegetativo della respirazione risulta assente. Tale difetto comporta la cessazione della ventilazione durante il sonno della persona affetta, come il cavaliere maledetto della leggenda di Ondina.

## Epidemiologia
Colpisce prevalentemente i neonati fin dai primi giorni di esistenza, ma talvolta ci sono casi registrati anche di maschi in età adulta, con episodi più lievi.

## Sintomatologia
I sintomi e i segni clinici possono manifestarsi fin dai primi giorni di vita della persona e sono costituiti da ipoventilazione, apnee, convulsioni e cianosi, disturbi della personalità. La mutazione del gene malato colpisce il sistema nervoso simpatico, responsabile di meccanismi normalmente automatici nel nostro corpo. Per questo tra i sintomi vi sono anche difficoltà nella digestione, battito cardiaco irregolare, strabismo.

## Eziologia
L'Ipoventilazione alveolare primitiva, tipicamente un disturbo congenito, appare anche, in circostanze rare, dovuto ad un trauma fisico spinale (dopo un incidente di auto, o un errore fatto durante la neurochirurgia). L'indagine medica sui pazienti con questa sindrome ha condotto ad una comprensione più profonda di come il corpo ed il cervello regolano la respirazione ad un livello molecolare. La sequenza di PHOX2B rivela mutazione nel 91% dei casi.
I figli delle coppie malato-sano hanno il 50% di probabilità di ereditare la sindrome, percentuale che sale al 100 nel caso entrambi i genitori ne siano affetti. Esiste un test genetico che permette di capire già dai primi mesi di gravidanza lo stato del nascituro.

## Terapia
Attualmente non esistono cure per questa malattia, diagnosticata per la prima volta solo negli anni settanta. I malati sono costretti a fare uso per tutta la vita di dispositivi meccanici per la respirazione indotta. Con diverse varianti, sono riconducibili a tre categorie:
- I pacemaker interni, che ad intervalli regolari emettono impulsi elettrici che muovono il diaframma e fanno respirare il soggetto. Funzionano assieme ad un elemento esterno, indossato come una cintura, che contiene gli interruttori. Il problema di questo sistema è che comporta un'operazione chirurgica per l'installazione, e diverse altre per la riparazione delle componenti interne avariate.
- Delle maschere, dette bi-pap, simili a quelle da sub. Il difetto principale è il rischio che scivolino via coi movimenti involontari durante il sonno. Esistono anche maschere più piccole, sia nasali che oronasali, che permettono un'ottima ventilazione limitando le possibili malformazioni ai connotati del viso dei neonati e bambini piccoli (0 / 3 anni). (hanno le ossa del viso più fragili quindi più modificabili). Questa ventilazione è considerata come non invasiva, poiché il ventilatore viene collegato alla mascherina nasale.
- Il ventilatore, il sistema più rapido da installare, che quindi viene adottato nei primi anni di vita dei bambini malati. Richiede una tracheotomia, un buco sul collo in cui viene inserito il tubo del ventilatore che pompa l'aria nel corpo. Il problema principale è rappresentato dal rischio che i bambini si tolgano l'appendice esterna. Inoltre questa si intasa spesso di muco, ed è necessario un apposito aspiratore per ripulirlo. Anche se in seguito si passa ad un altro sistema, rimane una cicatrice permanente sulla gola del soggetto.